# إيزياس مدينا أنغاريتا
ازاياس أنغاريتا (بالإسبانية: Isaías Medina Angarita) (و. 1897 – 1953 م) هو سياسي من فنزويلا . ولد في سان كريستوبال . تولى منصب رئيس فنزويلا (5 مايو 1941–18 أكتوبر 1945). وهو عضو في Venezuelan Democratic Party.

## روابط خارجية
- إيزياس مدينا أنغاريتا على موقع الموسوعة البريطانية (الإنجليزية)